# إيفان شانتيك
إيفان شانتيك (مواليد 23 أبريل 1932) هو لاعب كرة قدم. يلعب مع منتخب يوغوسلافيا لكرة القدم. سبق له أن لعب في كأس العالم لكرة القدم مع منتخب بلاده.

## روابط خارجية
- إيفان شانتيك على موقع الاتحاد الدولي (مؤرشف)  (الإنجليزية)
- إيفان شانتيك على موقع ناشيونال فوتبول تيمز (الإنجليزية)
- إيفان شانتيك على موقع Soccerway.com (الإنجليزية)
- إيفان شانتيك على موقع عالم كرة القدم.نت (الإنجليزية)
- إيفان شانتيك على موقع أوليمبيديا (الإنجليزية)